# Luigia Ciappi

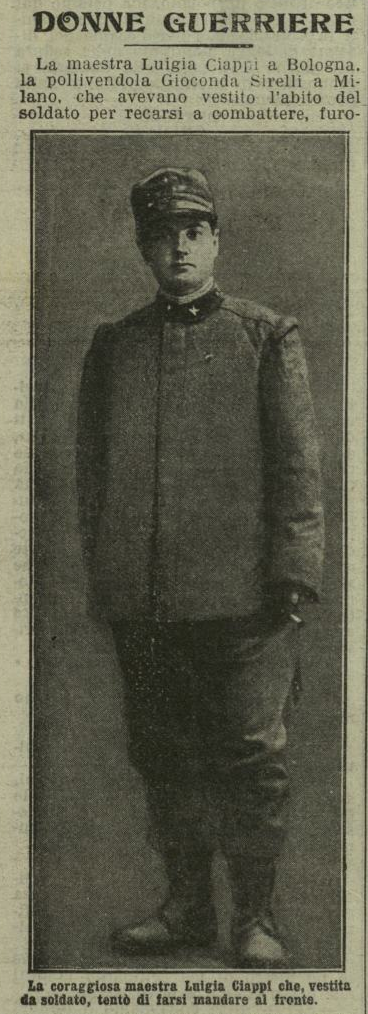
Luigia Ciappi, «la signorina soldato» apparsa in un articolo del settimanale «La Domenica del Corriere», n.24 (13-20 giugno),1915.

Luigia Ciappi (Rosarno, 9 gennaio 1894 – Salerno, 5 gennaio 1969) è stata un'insegnante italiana, personaggio popolare della prima guerra mondiale.

## Biografia
Nata a San Ferdinando (al tempo frazione di Rosarno) il 9 gennaio 1894, all'epoca dei fatti, era ventenne e si trovava a svolgere il proprio ruolo di maestra elementare nella città di Montevarchi (AR).
Nei giorni della chiamata alle armi, seguente alla decisione del Governo Salandra di entrare in guerra, Luigia Ciappi decise di partire per il fronte per combattere contro gli austriaci. Travestita da uomo, si confuse con la folla di richiamati, riuscendo a farsi consegnare divisa ed armamento.
Dopo alcuni giorni di addestramento in una caserma fiorentina, venne spedita al fronte con la tradotta ferroviaria. Durante il tragitto, il suo travestimento fu scoperto dai commilitoni che la consegnarono ai carabinieri della stazione di Bologna. Accompagnata in questura, finì con il confessare la propria vera identità e venne rispedita a casa. 
La vicenda fu ripresa dai principali giornali del Paese e la Ciappi apparve, ancora in tenuta grigio-verde, in una foto sulla Domenica del Corriere del 1915. La sua figura ispirò, alla scrittrice Carolina Invernizio, il romanzo La fidanzata del bersagliere.